# 彩虹旗

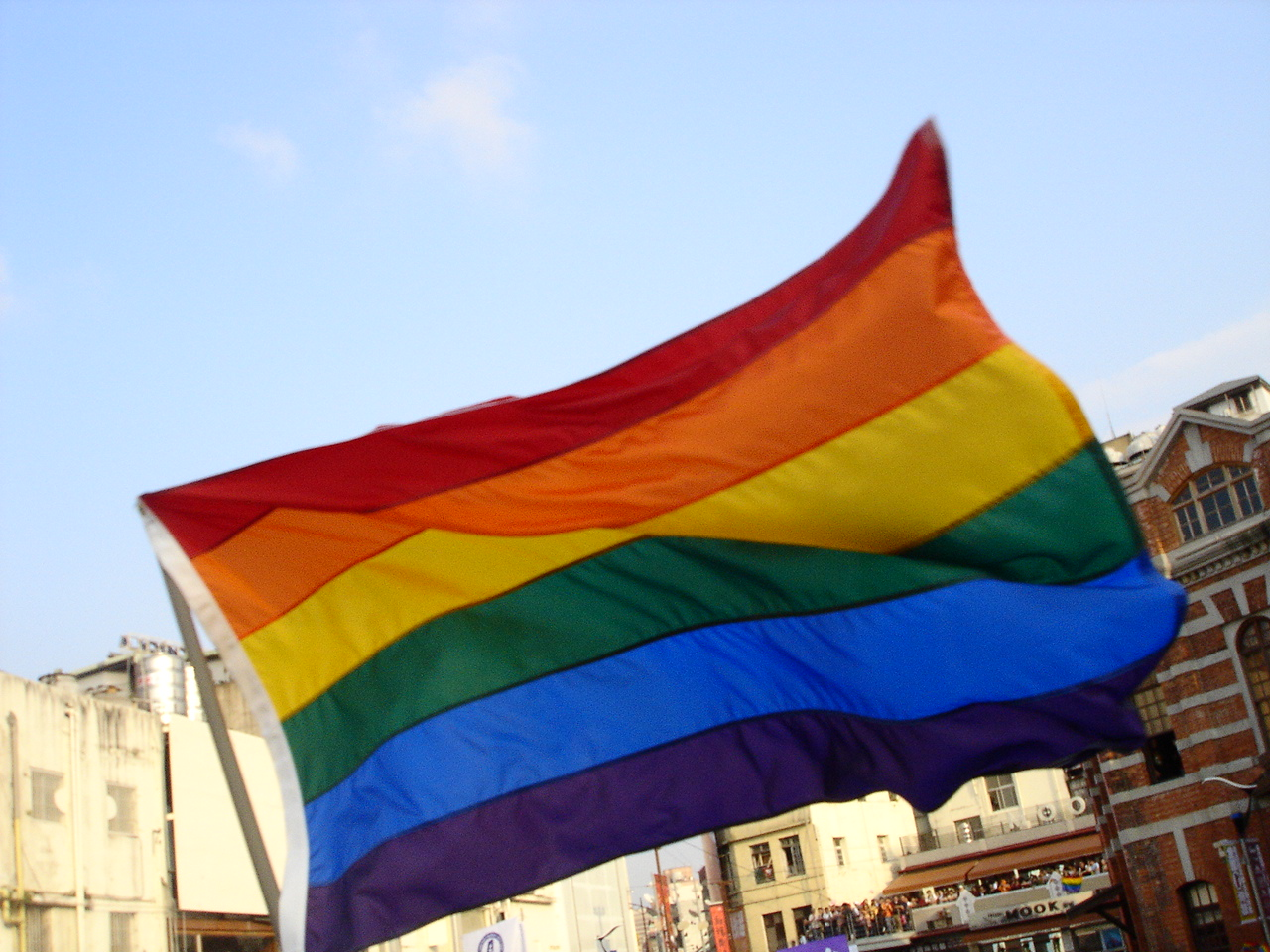
飛揚的六色彩虹旗

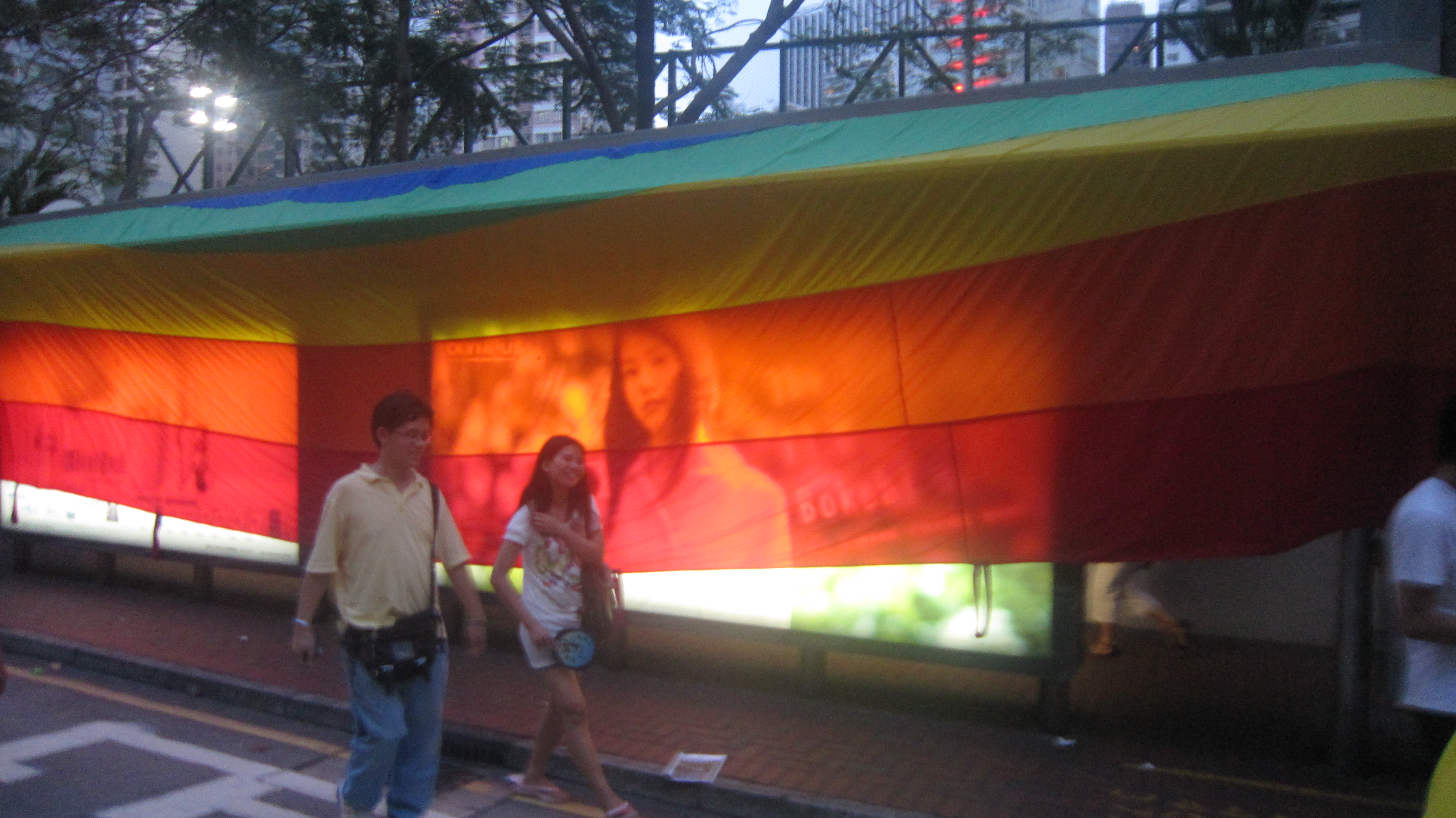
一面巨大的彩虹旗被放在修頓球場巴士站之上

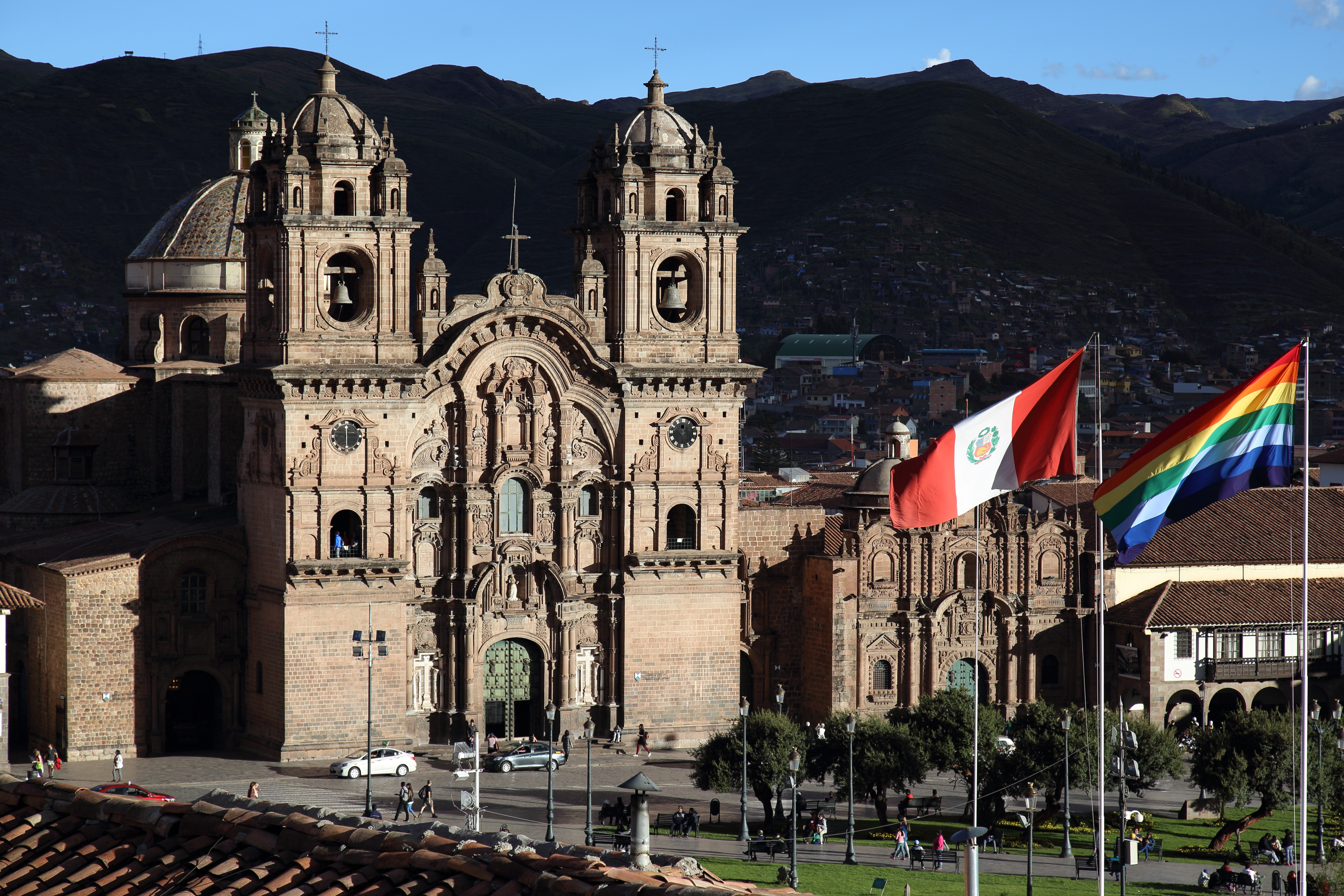
秘魯庫斯科兵器廣場，飄揚的秘魯國旗與庫斯科旗幟

彩虹旗是採用彩虹的主要色調組成的多色旗幟。當今有很多种彩虹旗正在被使用，他们之间可能完全沒有關聯。其中目前最著名的可能是用以代表LGBT的六色彩虹旗。在意大利，彩虹旗則普遍用作和平的標誌。

## 历史
宗教改革時期，彩紅旗被當作德國農民戰爭的標幟，其宗教典故來自創世紀中，上帝向諾亞立下的彩虹之約，象徵新天新地的到來。農民戰爭領導人托馬斯·閔采爾的形象經常和彩紅旗同置。
现为秘鲁库斯科市的市旗使用七色条纹的彩虹设计，这面旗帜曾被认为是前哥倫布時期印加帝国（Pre-Columbian Inca empire）即塔万廷苏尤（Tawantinsuyu）的旗帜，但后来发现这是错误的。

## LGBT
在1970年代，美國曾有人把彩虹旗用以象徵國際主義以及全人類的聯合。但是到了1970年代末，彩虹旗與LGBT族群之間的聯係開始在美國及西方世界流行，現時已成為代表支持LGBT族群的象徵。

## 彩虹旗所可能代表的事物

和平旗
象征LGBT社群的彩虹旗（1979年之六色版本）
甘迺迪中心榮譽獎標誌
國際合作社聯盟旗幟
国际佛教旗
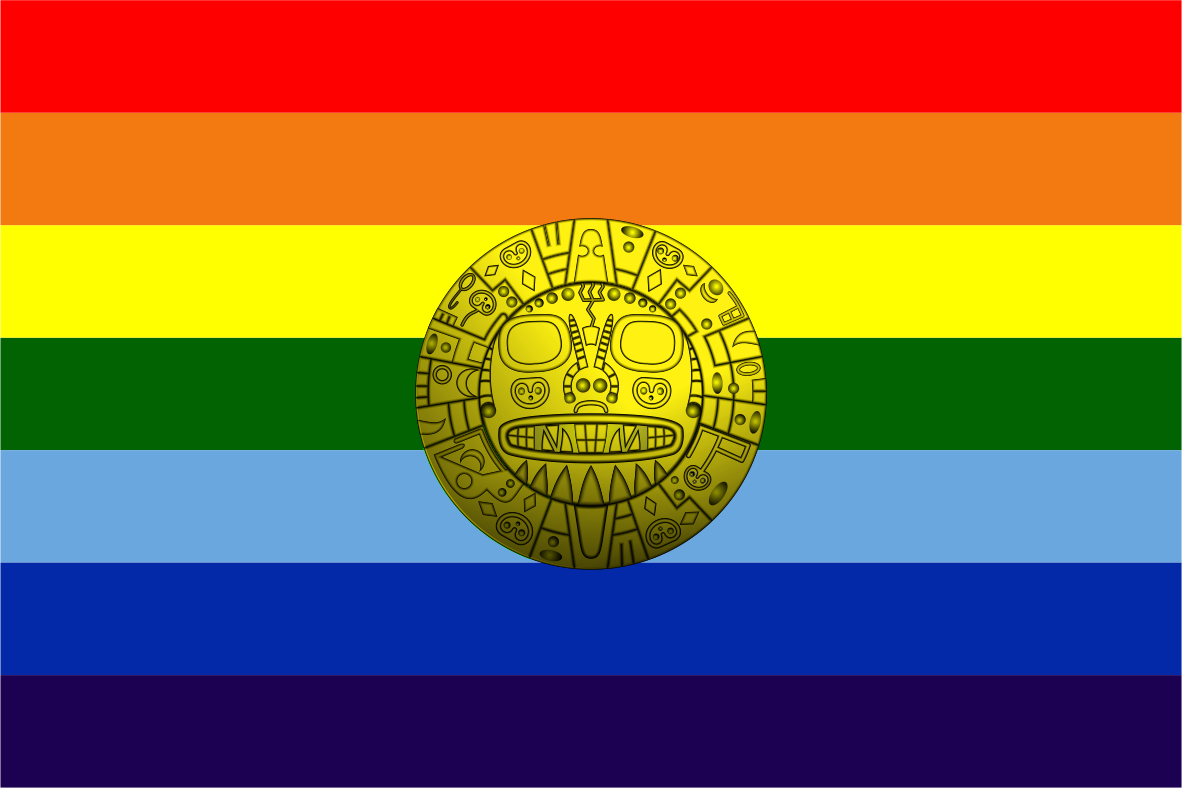
秘鲁库斯科大区旗
秘鲁库斯科市旗
印加旗幟
俄罗斯联邦犹太自治州州旗（1996年制定）
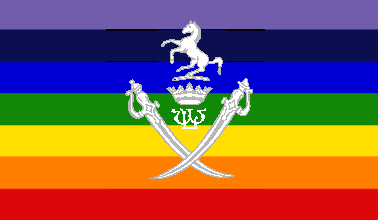
英屬印度莫尔比土邦（英语：Morvi State）
英屬印度東格阿爾普爾土邦（英语：Dungarpur State）
中華民國北洋政府國旗